# ۲۶۰ (میلادی)
۲۶۰ (میلادی) دویست و شصتمین سال تقویم میلادی است.

## رویدادها
- پیروزی شاپور یکم، شاهنشاه ایران بر والرین، امپراتور روم در نبرد ادسا.[نیازمند منبع]
- شاپور یکم، والرین را اسیر می کند و او را به بیشاپور می فرستد.
- شاپور یکم از ارتش اسیر شده روم برای طرح های مهندسی استفاده می کند و بند قیصر را در شوشتر می سازد.
- شاپور یکم شهر قیصریه مزاکا را که در آسیای صغیر قرار دارد را ویران ساخت.

## زادگان
- شاپور میشانشاه، فرزند شاپور یکم و شاه میشان.

## درگذشتگان
- سالونینوس، امپراتور روم
- رگالیانوس، غاصب امپراتوری روم

‎